# Episodi di Hot in Cleveland (quarta stagione)
La quarta stagione della serie televisiva Hot in Cleveland, composta da 24 episodi, è stata trasmessa dal 28 novembre 2012 al 4 settembre 2013 sul canale televisivo statunitense TV Land.
Il diciannovesimo episodio della serie, Look Who's Hot Now, non è un vero e proprio episodio, ma uno speciale con gli errori del cast durante le riprese della quarta serie.
In Italia è inedita.
| nº | Titolo originale               | Titolo italiano | Prima TV USA     | Prima TV Italia |
| -- | ------------------------------ | --------------- | ---------------- | --------------- |
| 1  | That Changes Everything        |                 | 28 novembre 2012 |                 |
| 2  | A Midwinter Night's Sex Comedy |                 | 5 dicembre 2012  |                 |
| 3  | Method Man                     |                 | 12 dicembre 2012 |                 |
| 4  | GILFs                          |                 | 19 dicembre 2012 |                 |
| 5  | A Box Full of Puppies          |                 | 26 dicembre 2012 |                 |
| 6  | Cleveland Fantasy-Con          |                 | 2 gennaio 2013   |                 |
| 7  | Magic Diet Candy               |                 | 9 gennaio 2013   |                 |
| 8  | Extras                         |                 | 16 gennaio 2013  |                 |
| 9  | The Conversation               |                 | 23 gennaio 2013  |                 |
| 10 | The Anger Games                |                 | 30 gennaio 2013  |                 |
| 11 | Fast and Furious               |                 | 6 febbraio 2013  |                 |
| 12 | What Now, My Love?             |                 | 16 febbraio 2013 |                 |
| 13 | It's Alive                     |                 | 19 giugno 2013   |                 |
| 14 | Canoga Falls                   |                 | 26 giugno 2013   |                 |
| 15 | The Proposal                   |                 | 10 luglio 2013   |                 |
| 16 | Pony Up                        |                 | 17 luglio 2013   |                 |
| 17 | No Glove, No Love              |                 | 24 luglio 2013   |                 |
| 18 | The Fixer                      |                 | 31 luglio 2013   |                 |
| 19 | Look Who's Hot Now             |                 | 7 agosto 2013    |                 |
| 20 | Cleveland Indians              |                 | 14 agosto 2013   |                 |
| 21 | Corpse Bride                   |                 | 21 agosto 2013   |                 |
| 22 | All My Exes                    |                 | 28 agosto 2013   |                 |
| 23 | Love Is All Around             |                 | 4 settembre 2013 |                 |
| 24 | The Man That Got Away          |                 | 4 settembre 2013 |                 |